# 第18空軍 (アメリカ軍)
第18空軍（英: Eighteenth Air Force）は、アメリカ空軍・航空機動軍団(AMC)の航空軍の1つ。航空機動軍団唯一のメジャーコマンドとして、輸送機および空中給油機などを運用している。司令部はイリノイ州スコット空軍基地に置かれており、約54,000名の人員を擁する。司令官職は中将をもって充てるポストとされている。

## 歴史
1951年にアメリカ空軍・戦術航空軍団内の輸送部隊として設立された。1958年には第12空軍に吸収され、編成解除されている。
2003年に第18空軍を復帰編成させ、第15空軍および第21空軍を遠征機動任務部隊(EMTF)に縮小し、その傘下に入れた。
15EMTFおよび21EMTFは指揮統制機構であり、派遣された戦力を運用するものとなっている。

## 部隊
- 第618空中給油機空輸統制センター(618th Tanker Airlift Control Center)
- 第6航空機動航空団(6th Air Mobility Wing)
- 第22空中給油航空団(22nd Air Refueling Wing)
- 第43空輸航空団(43rd Airlift Wing)
- 第60航空機動航空団(60th Air Mobility Wing)
- 第62空輸航空団(62nd Airlift Wing)
- 第89空輸航空団(89th Airlift Wing)
- 第92空中給油航空団(92nd Air Refueling Wing)
- 第305航空機動航空団(305th Air Mobility Wing)
- 第319空中給油航空団(319th Air Refueling Wing)
- 第375空輸航空団(375th Airlift Wing)
- 第436空輸航空団(436th Airlift Wing)
- 第437空輸航空団(437th Airlift Wing)
- 第19空中給油群(19th Air Refueling Group)
- 第317空輸群(317th Airlift Group)
- 第463空輸群(463rd Airlift Group)
- 第15遠征機動任務部隊 (15th Expeditionary Mobility Task Force)
  - 第615事態即応航空団(615th Contingency Response Wing)
- 第21遠征機動任務部隊 (21st Expeditionary Mobility Task Force)
  - 第621事態即応航空団(621st Air Mobility Operations Group)